# Bipedie
Bipedie (z lat. bi-pes, bipedis, dvounohý) znamená pohyb po dvou končetinách. Rozlišuje se habituální (navyklá – ptáci, člověk) a příležitostná bipedie, například u šimpanze nebo medvěda.

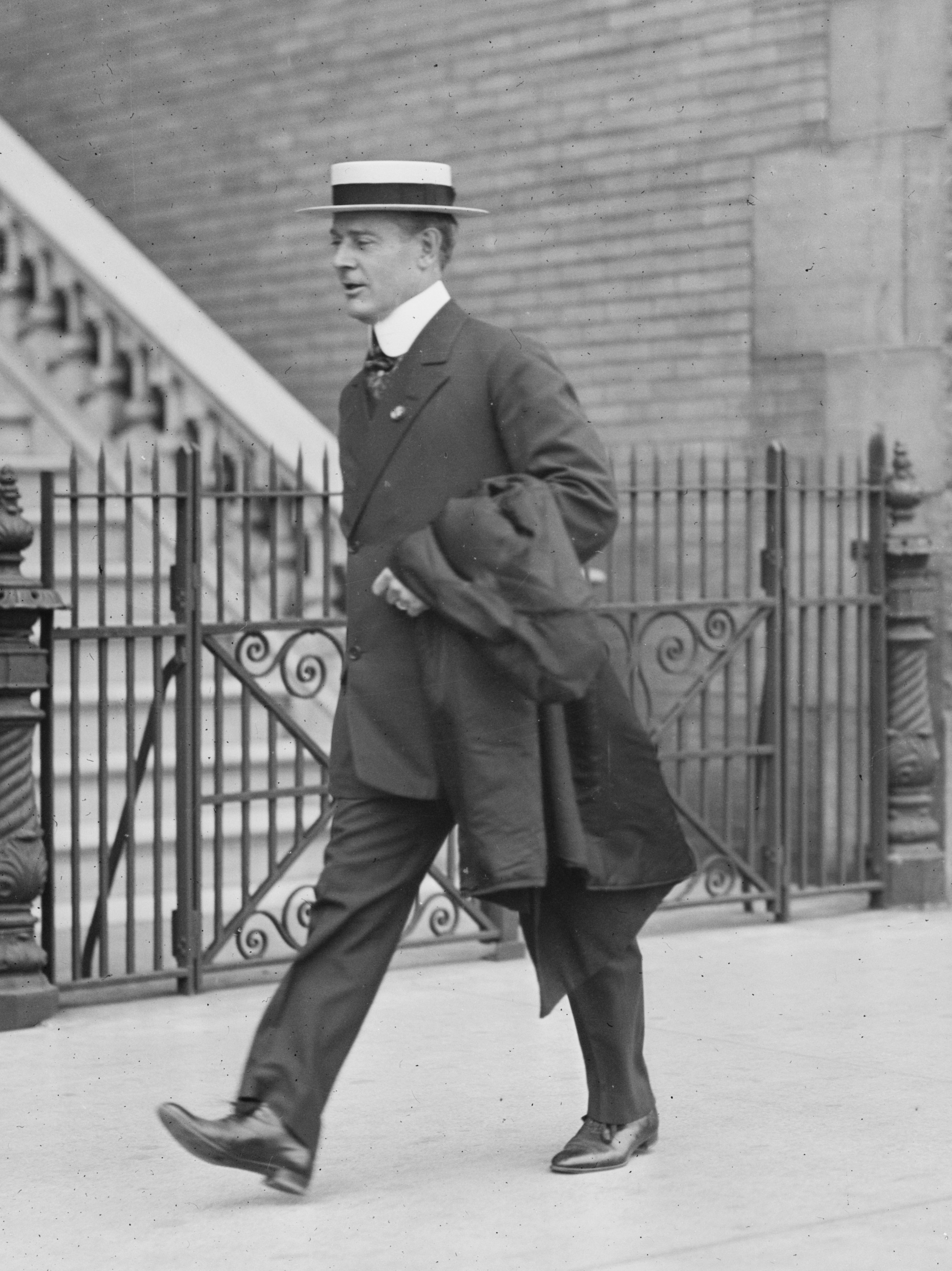
Chůze

## Režimy bipedie

Chůze, poskakování a běh. Kontakt levé (červená) a pravé (zelená) nohy se zemí.

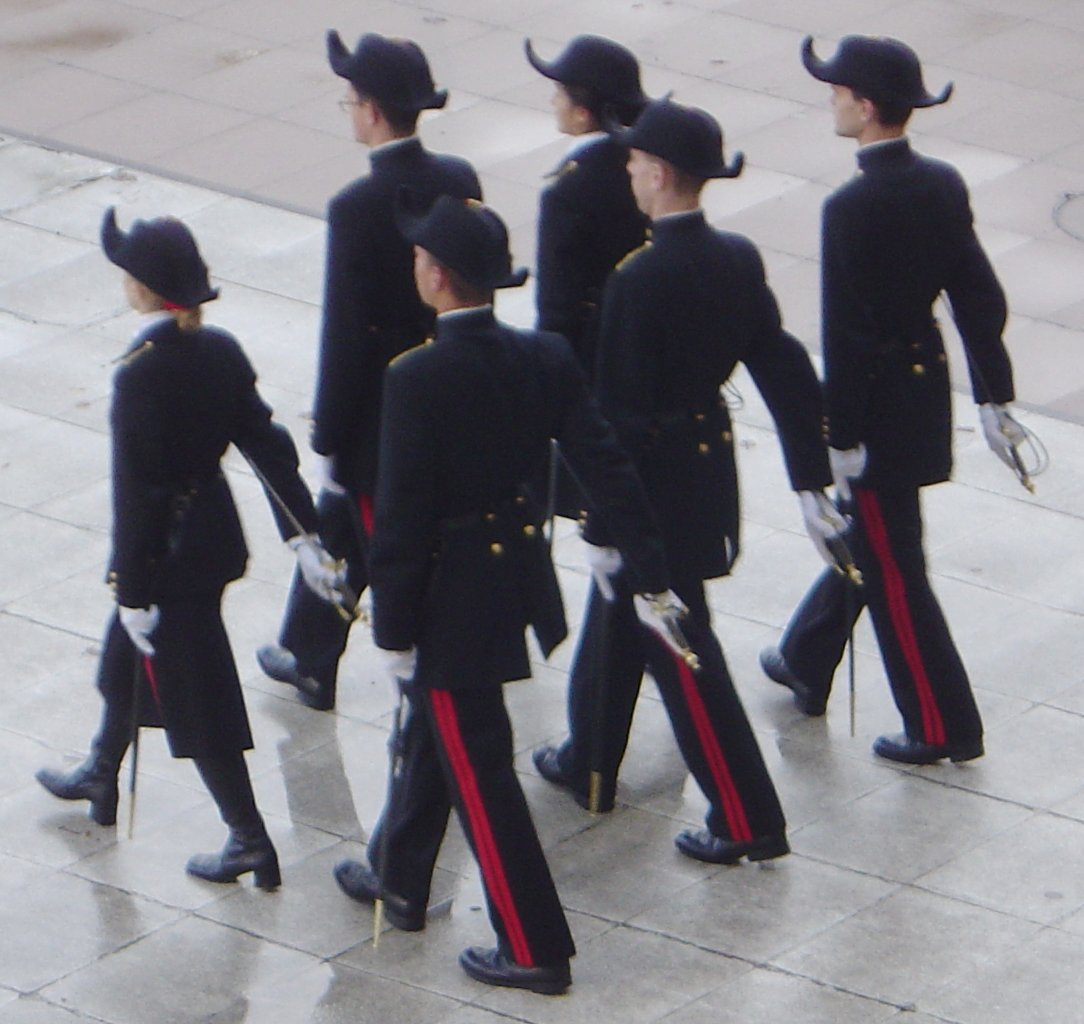
Pochodující kadeti pařížské Polytechniky

Chůze do schodů

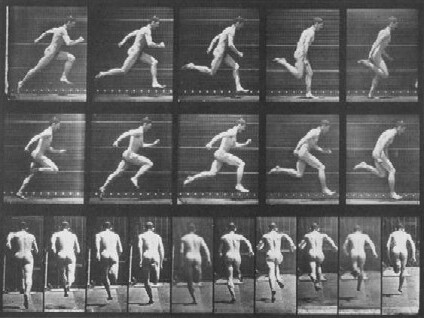
Běh (Muybridge)

1. Stání na místě je při bipedii poměrně namáhavá aktivita, protože většina živočichů musí udržovat rovnováhu. To je ještě obtížnější při stání na jedné noze.
2. Chůze je pohyb, při němž střídavě jedna noha stojí na zemi a druhá se pohybuje ve směru chůze. Při přešlapu jsou obě nohy na zemi, těžiště se přenáší z jedné nohy na druhou. Tomu odpovídá i pohyb rukou, pravá ruka s levou nohou a naopak.
3. Běh se podobá chůzi, většinu času jsou však obě nohy ve vzduchu. Běžec se jednou nohou odráží a na druhou dopadá. Poklus se liší jen kratším krokem.
4. Skákání je pohyb sounožný, řada skoků, při nichž jsou obě nohy současně na zemi nebo ve vzduchu. Je to jediná možnost pohybu po jedné noze.
5. Poskakování je střídání skoků a kroků. Po skoku na jedné noze následuje přešlap a skok na druhé noze. Používá se při sportovním tréninku, aerobiku apod.

## Rozšíření
Bipedie se v průběhu evoluce vyvinula několikrát, nezávisle na sobě. V současnosti je rozšířena zejména mezi obratlovci a je pravidlem i u ptáků. Tam navázala na bipedii jejich předchůdců dinosaurů, což byli - s výjimkou čtvernohých sauropodomorpha - vesměs dvounozí běžci. Bipední mohli však být někteří jen v dospělosti. Draví teropodi se patrně vyvinuli z jednoho plně bipedního předka, snad podobného eoraptorovi. Nezávisle se bipedie vyvinula i u jiných dinosaurů, jako byl iguanodon. Mezi dinosaury nacházíme největší bipední formy v historii života na Zemi, jejich hmotnost pravděpodobně dosahovala 10 až 15 tun (v případě dravých forem asi kolem 9 tun).
U dnešních plazů a obojživelníků je bipedie velmi vzácná, s výjimkou některých ještěrů. Mezi ptáky jsou zajímaví tučňáci, kteří udržují svislou polohu těla, na rozdíl od ostatních ptáků se spíše horizontálním tělem. Velmi úspěšně používají bipedii běžci, například pštrosi.
Mezi savci je bipedie poměrně vzácná. Jedinou bipední skupinou jsou klokani a jejich příbuzní, kteří však skáčou a nechodí. Bipední jsou i někteří hlodavci, například tarbíkomyš a luskoun velký, mezi primáty jsou to šimpanzi, giboni, sifaka nebo kahau nosatý. Řada dalších savců se na dvě končetiny staví jen příležitostně. Patří k nim například medvědi, mývalové, sysel, surikata, bobr či skunk.
Kromě některých švábů je dvounohá chůze zcela neznámá mezi členovci. Pod vodou ji však využívají tropické druhy chobotnic.

## Výhody a nevýhody
Bipedie přináší oproti kvadrupedii některé výhody, jednak přímé, jednak zprostředkované dalším navazujícím vývojem.
- Vyšší postava poskytuje lepší rozhled i ve vyšším porostu a působí patrně i na jiné živočichy mohutnějším dojmem.
- Mývalové a někteří primáti využívají bipedie při brodění v hlubší vodě.
- Uvolnění předních končetin pro jiné účely. Pokud se adaptují pro uchopování a jiné činnosti jako u člověka, otvírají se tím nové možnosti užívání a vyrábění nástrojů a mnoho dalších.
- Vyvážená poloha hlavy odlehčila krčnímu svalstvu, což umožnilo zvětšování mozkovny a mozku u člověka.[5]

Naproti tomu je bipedie méně stabilní než pohyb po čtyřech a vyžaduje větší úsilí k udržení rovnováhy. Nejrychlejší bipední běžci dosahují také menší rychlosti než nejrychlejší čtvernožci: pštros dosahuje 65 km/h a červený klokan 70 km/h proti gepardovi - až 103 km/h.

## Bipedie u člověka
Protože je lidská chůze a běh v rámci všech savců poměrně unikátním způsobem pohybu, stala se předmětem nepřeberného množství studií. Jisté je, že navazuje na náběhy, které se objevují již mezi některými primáty. Všichni dnešní hominidé jsou schopni kratší nebo delší dobu stát a pohybovat se vzpřímeně po dvou končetinách. Pouze člověk však dokáže bipední chůzi používat dlouhodobě a přitom efektivně.
Bipedie je jeden z prvních typických znaků moderního člověka, který je možné identifikovat na fosilních nálezech. Objevila se mnohem dříve než zvětšená mozkovna a další změny. Patrně stála v počátcích hominizace a mohla umožnit vznik dalších, typicky lidských znaků (obratné ruce schopné jemné manipulace, řeč a jiné). Také proto patří k často zkoumaným a nejlépe poznaným aspektům vývoje člověka.
Přesun k užívání dvounohé vzpřímené chůze neznamenal náhlou změnu, ale spíše dlouhodobý proces či sérii několika kroků. Nejstarší náznaky se objevují u prvních homininů z přelomu miocénu a pliocénu před 5 - 7 miliony let (Sahelanthropus, Orrorin, Ardipithecus). Bezpečně byla bipedie alespoň v hlavních rysech vyvinuta u rodu Australopithecus, ovšem směrem k modernímu člověku se dále vylepšovala. Australopitékové i jejich předchůdci stále ve velké míře využívali stromy - jako zdroj potravy, bezpečné místo ke spánku i jako útočiště před dravci. Proto si stále uchovávali některé adaptace ke šplhání ve větvích a po dvou chodili jinak než dnešní lidé. Teprve lidé natrvalo opustili koruny stromů a chůzi zdokonalili. Přesto se nedá říci, že by pomalejší, méně obratná a energeticky náročnější chůze australopitéků byla jen přechodným stadiem. Tito tvorové přežívali po dlouhou dobu a svému životnímu prostředí a způsobu života byli velmi dobře přizpůsobení. Specifická chůze, kombinovaná se šplháním, jim plně dostačovala k pohodlnému přežití. Člověk (poprvé zřejmě Homo erectus) se však přizpůsobil životu, při kterém potřeboval překonávat větší vzdálenosti, a to i s pomocí vytrvalostního běhu.
Dlouhou dobu se v odborných kruzích vedou debaty i o způsobu pohybu posledního společního předka afrických lidoopů a lidí, popřípadě jen šimpanzů a lidí. Není zcela jasné, zda bylo výchozím typem lokomoce ručkování v závěsu pod větvemi, kotníkochodectví nebo jiný způsob. Nález značně kompletní kostry druhu Ardipithecus ramidus však ukazuje, že tento druh a patrně ani společný předek šimpanzů a lidí ručkování nebo kotníkochodectví nepoužíval. Byl spíše čtyřnohým tvorem, který opatrně lezl po větvích, přičemž se opíral o celé plosky dlaní. Takovému způsobu pohybu u předka šimpanzů a lidí by mohla nasvědčovat i dokumentace rodiny, v níž pět sourozenců díky specifickému poškození mozku chodí po čtyřech s oporou o plosky dlaní. Objevují se však i názory, že již společný předek lidoopů a lidí se pohyboval po dvou, zatímco kotníkochodectví nebo brachiace jsou odvozené.

### Důsledky bipedie u člověka

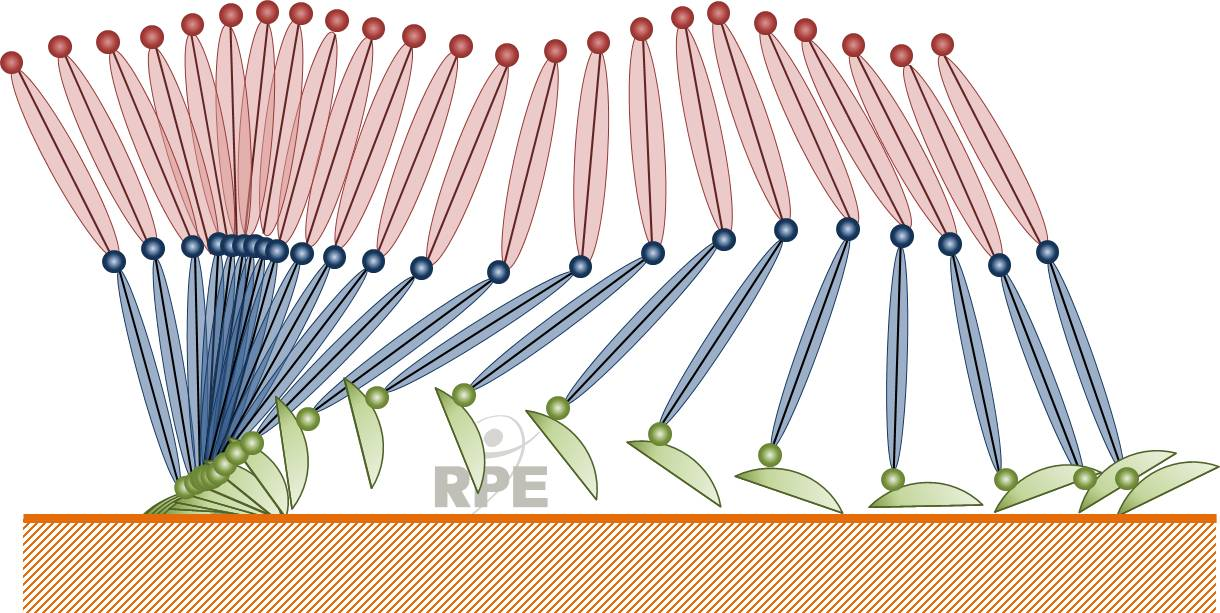
Rozfázovaný lidský krok

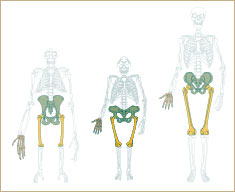
Rozdíly pánve a stehenních kostí: zleva šimpanz - Australopithecus - člověk

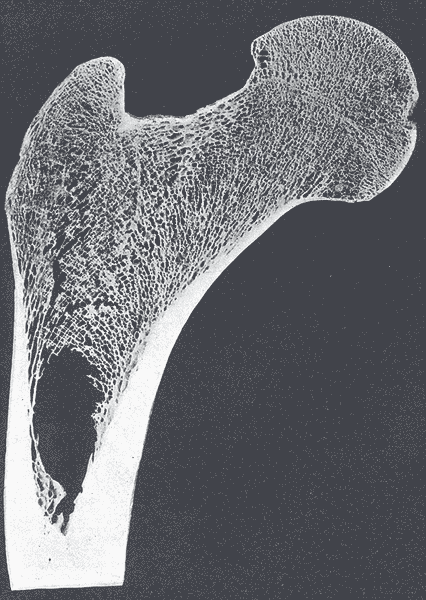
Vnitřní stavba lidské stehenní kosti

Adaptace k bipedii se projevily na celém lidském těle, a to jak na kostře, tak na měkkých tkáních. Změny postihly také metabolismus, reprodukci i ekologii rodu Homo. Přinesly přitom nejen pozitivní, ale i negativní změny:
- Velký týlní otvor (foramen magnum) je posunutý směrem vpřed, protože lebka vzpřímených lidí je umístěna nahoře na páteři, nikoliv před ní jako u čtyřnohých opic. Posun lebky umožnil také postupné zploštění tváře a později i růst mozkovny. Tento posuv souvisí obecně s bipedií a není specifický pouze pro člověka.[14]
- Páteř tvoří dvojesovité předozadní prohnutí, které efektivněji přenáší váhu celé horní poloviny těla na pánev a kyčelní klouby.
- Obratle se směrem od krku k pánvi postupně zvětšují, jak nesou stále větší váhu.
- Pánev zásadním způsobem mění tvar – zkracuje se, rozšiřuje a zaokrouhluje. Lopaty kyčelní kosti se stáčejí ke střední ose těla a proti sobě, nikoliv dopředu jako u lidoopů. Také se na nich zvýrazňují horní a dolní přední trn kyčelní jako místa úponů silných svalů udržujících vzpřímený postoj. Miskovitý tvar pánve poskytuje oporu vzpřímenému trupu a vnitřnostem. Rozšíření křížové kosti odráží větší namáhání pánve, způsobené vzpřímeným trupem.
- Spojení křížové a pánevní kosti je posunuté směrem vzad, takže těžiště těla se nachází až za kyčelním kloubem. Tím se zvyšuje stabilita vzpřímeného postoje.
- Dolní končetiny jsou v porovnání s lidoopy značně prodloužené.
- Stehenní kost je uzpůsobená většímu tlaku pánve a celého trupu. Hlavice kosti je větší a krček kratší. Zároveň je nápadně silnější vrstva hutné tkáně (kompakty) na spodní straně krčku, která je oproti horní straně více namáhána.
- Kolena jsou vbočená dovnitř, směrem ke střední ose těla, takže stehenní kost nesměřuje od pánve kolmo dolů, ale šikmo dovnitř. Nohy jsou tak posunuté víc pod tělo, což pomáhá lépe udržet rovnováhu a stát vzpřímeně delší dobu bez velkého úsilí.
- Kolenní kloub lze plně natáhnout, takže lépe nese váhu těla. Napnutí kolena s poskytnutím dobré opory zbytku těla také umožňuje druhou nohu posouvat vpřed kyvadlovým pohybem, který šetří značné množství energie.
- Kotník i chodidlo jsou poměrně tuhé, aby poskytovaly lepší páku pro odraz od podkladu. Ze stejného důvodu se u člověka prodloužilo zánártí a zvětšila patní kost.
- Palec na noze se přimyká k ostatním prstům, aby chodidlo bylo při přenášení váhy stabilnější a odraz od podkladu účinnější. Mizí tak protistojný palec, typický pro současné lidoopy a s ním i uchopovací schopnost chodidla.
- Chodidlo je vybaveno podélnou i příčnou klenbou, která zajišťuje pružnost chůze i běhu, protože tlumí nárazy na tvrdý podklad; slouží tak k lepšímu využití vydávané energie.
- Svaly dolních končetin mají specifické uspořádání, které pomáhá udržovat vzpřímený postoj a zajišťuje stabilitu kyčelního kloubu, takže se člověk při chůzi nekolébá ze strany na stranu jako šimpanzi. Velkých změn doznaly především hýžďové svaly, nápadně jsou zvětšené také lýtkové svaly a Achillova šlacha; silné jsou i vazy chodidla, které udržují nožní klenbu.
- Krevní oběh je přizpůsobený vzpřímenému postoji, aby mohl být dostatečně zásoben i vysoko umístěný mozek. Změnami prošel také metabolismus a nervová soustava.
- Mechanismus porodu je v porovnání s lidoopy mnohem složitější a náročnější, protože se spolu s výraznými změnami pánve mění i podoba porodních cest. Tento problém ještě vzrostl u rodu Homo v souvislosti s postupným zvětšováním objemu mozku. Hlavička novorozence u moderních lidí již mírně přesahuje rozměry porodních cest, takže musí mít (na rozdíl od šimpanzů) neosifikované části, aby mohlo při porodu dojít ke kompresi.[15]
- Objevují se specifická onemocnění, spojená s bipedií - kýla, bolesti páteře, vyhřezlé meziobratlové ploténky, skolióza, hemoroidy, opotřebovávání kyčelních a kolenních kloubů, ploché nohy, aj.

## Příčiny vzniku lidské bipedie
Ačkoliv v současnosti existuje množství fosilních nálezů, včetně otisků stop, zůstává obraz vývoje dvounohé chůze u lidí stále nejasný. Navrženo bylo velké množství hypotéz, jak a proč ke vzpřímení došlo. Jednoznačné řešení však dosud nebylo nalezeno.
Pozemní bipedie nemusela zpočátku přinášet žádnou zásadní výhodu, navíc první homininé ještě nebyli pohybu na zemi zcela přizpůsobení a v případě nebezpečí se stále uchylovali do korun stromů. Bipedie byla pomalá a činila lidské předky zranitelnější vůči predátorům. Je ovšem možné, že vzpřímená chůze poskytovala více drobných zlepšení v různých oblastech života (větší rozhled, uvolnění rukou, možnost lépe dosáhnout na potravu apod.) nebo pomáhala využívat více různých ekosystémů a usnadnit tak přežití v dynamickém prostředí. Také proto nemusí mít vznik bipedie jedinou, jasně danou příčinu. Může se jednat spíše o složitější proces, v němž hrálo roli větší množství faktorů. Navíc je velmi obtížné oddělit příčiny, vedoucí k prvotnímu vzniku bipedního pohybu od stimulů, které vedly k jeho zdokonalení v dalších fázích vývoje.
Dvounohá chůze v každém případě nesměla přinášet zbytečné riziko nejen dospělým, ale hlavně dětem, které ještě samy chodit neuměly a nebo byly pomalejší. Ani dospělí se zpočátku nepohybovali po dvou nijak obratně a rychle. Proto mohla vzpřímená chůze vzniknout pouze v prostředí, kde přinášela určité výhody, ale kde byl zároveň k dispozici i dostatek snadno dosažitelných a bezpečných úkrytů před predátory. Z toho důvodu mnoho badatelů předpokládá, že první dvounozí homininé žili v pestré, mozaikovité krajině, kde se střídaly různě velké ostrůvky lesa či křovin v okolí jezer a řek s částečně nebo zcela otevřenou krajinou. Svou roli také mohly hrát nové zdroje potravy - nacházely se nejen na stromech a keřích (ovoce, listy), ale také na zemi (kořínky, hlízy, semena, bobule). Každý ze zdrojů přitom nemusel být dostupný po celý rok, ale vždy jen sezónně. Výhodu pak měli ti tvorové, kteří uměli využít širší spektrum potravních zdrojů, mohli se pohybovat po stromech i na zemi a dokázali se v mozaikovité krajině bezpečně přesouvat.
To je často spojováno s prokazatelnými klimatickými změnami, ke kterým v průběhu pliocénu dochází. Kvůli vysušování podnebí zvolna ustupují husté lesy a rozsáhlejší porosty se udržují jen v okolí vodních toků a jezer. Zvýrazňují se i rozdíly v ročních obdobích. Postupně se ve východní Africe, odkud nálezy lidských předků pocházejí, rozšiřuje otevřená savana. Vzhledem k aktivní geologii, vzniku nových pohoří a rozšiřování Velké příkopové propadliny se přírodní prostředí celé oblasti v průběhu statisíců let neustále mění, takže výhodu mají organismy, které nejsou těsně svázány s jediným ekosystémem.

### Bipedie jako důsledek použití horních končetin

#### Výroba a užití nástrojů
Jednu z nejstarších teorií o vzniku bipedie u člověka zveřejnil již Charles Darwin v roce 1871. Předpokládal, že vzpřímený postoj si vynutila manipulace s nástroji. Tato hypotéza si v minulosti získala značnou popularitu a přijímala ji laická i odborná veřejnost. V té době však bylo známo jen minimum fosilních dokladů. V současnosti se prokazatelné počátky výroby nástrojů datují zhruba do doby před 2,5 miliony let, ale první bipední homininé mohli žít mnohem dříve, před 5 - 7 miliony let. Také bylo zdokumentováno časté využívání nástrojů i u žijících lidoopů, kteří se ale pohybují kvadrupedně. Při výrobě či použití většiny jednoduchých nástrojů navíc není nutné stát nebo chodit - množství činností u lidoopů i lidí probíhá spíše v sedě.

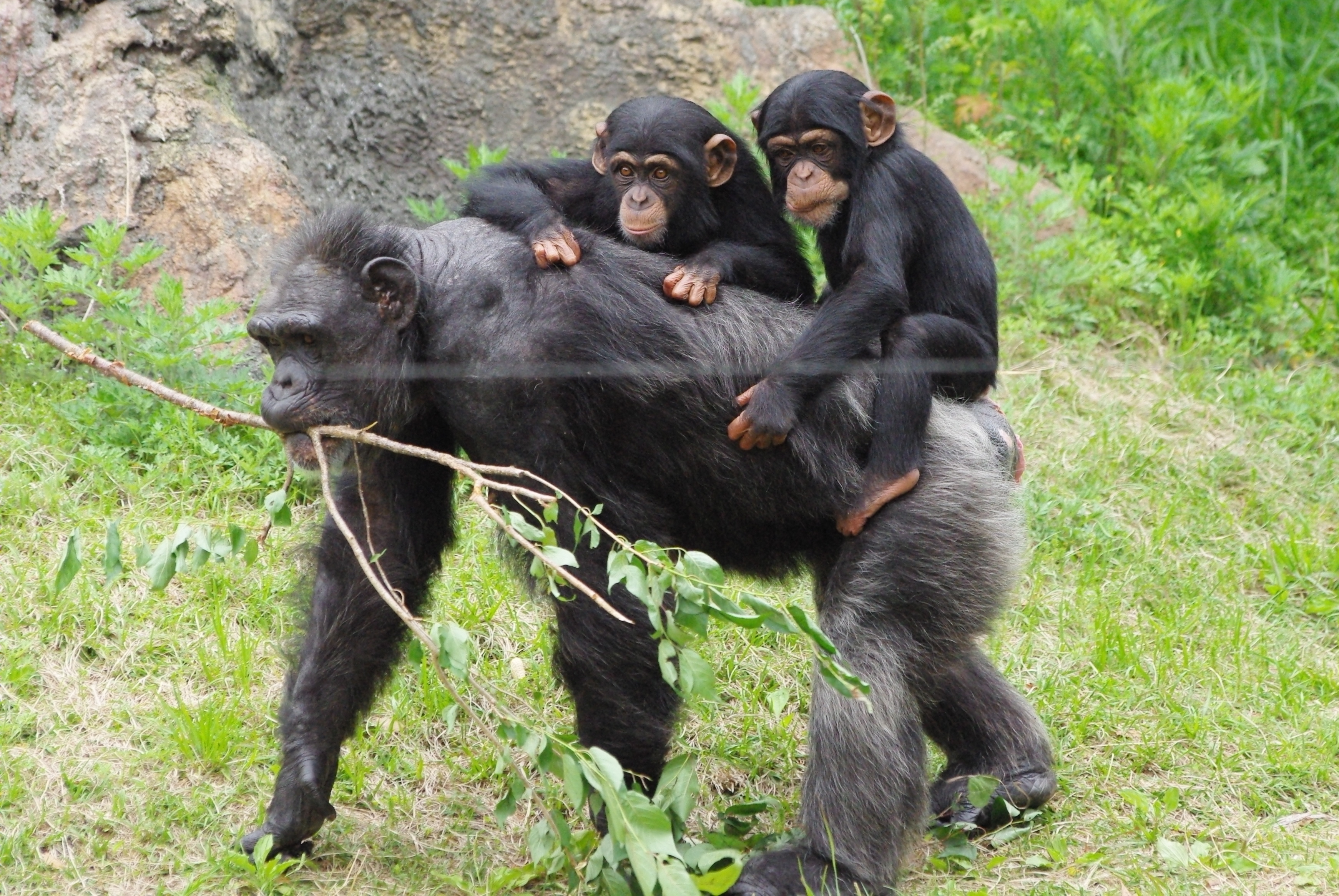

#### Nošení
Zastánci této teorie předpokládají, že časní homininé byli nuceni přenášet náklad, k čemuž byly nejvhodnější ruce, takže muselo dojít k jejich uvolnění.
Jednou z možností, kterou popsal William Etkin bylo nošení mláďat, která díky tomu mohla mít větší šanci na přežití. Nošení mláďat v rukou nebo na boku je však (alespoň u lidí) energeticky velmi náročné a časní homininé navíc nebyli zpočátku schopní tak efektivní chůze jako moderní lidé. Vezení na zádech při kvadrupední chůzi či běhu muselo být mnohem jednodušší a také bezpečnější, protože matka i s mládětem mohla v případě útoku některého z predátorů snáze uniknout do bezpečí. Mláďata současných lidoopů se navíc snadno sama udrží, a to díky silným chápavým končetinám a husté srsti samic. Zdá se proto, že nošení potomků je spíše důsledkem bipední chůze než její příčinou, protože mláďata již nebyla schopná se udržet při plném napřímení postavy a ztrátě chápavého chodidla i srsti. Teprve v té chvíli matky musely začít své potomky nosit. Podle současného poznání měl přitom ještě Ardipithecus chápavou nohu, ačkoliv se již pohyboval po dvou.
Druhou variantou je potřeba nošení potravy. Díky volným horním končetinám dokázali homininé odnést nalezenou potravu ze země nebo otevřené savany na stromy, kde ji mohli v bezpečí před predátory sníst. Ruce používali proto, že se v nich dá odnést víc než v tlamě nebo na zádech. Tuto hypotézu navrhl Gordon W. Hewes na základě pozorování makaků. Náročnost nového způsobu pohybu by ale musela být vyvážena přednostmi donášené potravy. Většina jídla přitom zřejmě za přenášení nestála, protože měla příliš malou výživnou hodnotu a dala se jíst přímo při sběru. K transportu tak mohly být vhodné především vzácně se vyskytující plody s vysokou energetickou hodnotou nebo jídlo, obsahující specifické živiny - např. semena, ořechy či maso. V případě tvrdých plodů mohla hrát roli i potřeba rozbíjení skořápek. Plody bylo v tom případě nutné posbírat a donést k vhodným roztloukacím kamenům, podobně jako to v současnosti dělají šimpanzi. Přenášení potravy přitom nemohlo probíhat na příliš velké vzdálenosti, protože nedokonalá bipedie musela být zpočátku poměrně náročná. Nesený náklad také homininům bránil v rychlém útěku při napadení predátory.

### Bipedie jako důsledek tlaku prostředí

#### Savanová hypotéza
Podle tak zvané savanové hypotézy byl hlavním důvodem k bipedii ústup lesů a šíření savany vlivem klimatických změn v průběhu pliocénu. Zatímco předkové šimpanzů a goril se stáhli směrem na západ spolu s lesními porosty, předchůdci člověka zůstali ve východní Africe a stromový způsob života opustili. Suché otevřené krajině se ale první homininé přizpůsobili i způsobem obživy, protože potravní zdroje zde byly omezenější než v hustém lese a mnohdy také jen sezónně dostupné. Museli proto rozšířit spektrum využívaných zdrojů a v situacích, kdy již rostlinná strava nestačila pokrývat jejich potřeby, mohli častěji využívat živočišné zdroje, ať už maso velkých savců nebo drobné živočichy, plazy či měkkýše.
Tato hypotéza, kterou poprvé vyslovil patrně Adriaan Kortland, byla v závěru 20. století velmi populární a široce přijímaná. Podrobně se jí věnovala řada odborníků, ale nejvíce ji pod názvem East Side Story zpopularizoval Yves Coppens. Všiml si, že veškeré nálezy rodu Australopithecus i prvních zástupců rodu Homo se nacházejí na východ od Velké příkopové propadliny. Předpokládal proto, že právě vznik této kotliny byl důvodem, proč došlo k oddělení šimpanzích a lidských předků. Rozsáhlé údolí mohlo fungovat jako neprostupná přírodní bariéra, takže se původně jednotná populace hominidů rozštěpila a obě linie se začaly vyvíjet zcela samostatně. Vznik Velké příkopové propadliny navíc způsobil i změny ve vzdušném proudění, takže východ Afriky rychle vysychal a měnil se v savanu, obývanou lidskými předky, zatímco na západ od ní zůstaly zachovány původní vlhké lesy, domov dnešních afrických lidoopů.
V době, kdy byla savanová hypotéza obecně přijímána, se zdálo, že savana se ve východní Africe objevuje současně s prvními bipedními tvory. Dnes jsou však první dvounozí homininé známí už z konce miocénu. Zároveň existují doklady, že obývali více či méně zalesněné prostředí a otevřené krajině se spíše vyhýbali. Bezlesá krajina navíc ve východní Africe plně převládla asi až v době před 1,8 miliony let a do té doby byly travnaté plochy spíše vzácné, oddělené různě rozsáhlými lesními a křovinatými porosty. Nejnovější nálezy z počátku 21. století navíc ukazují na výskyt časných homininů (Sahelanthropus, Australopithecus bahrelghazali) i na západ od Velké příkopové propadliny.
Richard Potts se proto domnívá, že průnik homininů do savany byl spíše důsledkem než příčinou bipedie. Na základě toho, že nalezené ostatky australopitéků i jejich předchůdců nesou kromě stop adaptací k dvounohé chůzi i znaky šplhání ve větvích (dlouhé zahnuté prsty, chápavý palec na noze, aj.) předpokládá, že díky schopnosti pohybovat se ve stromech i na zemi se mohli rozšířit z lesních porostů i do mozaikovité nebo zcela otevřené krajiny. Mohli tudíž lépe využívat potravní zdroje v širší škále ekosystémů a stali se univerzálními tvory, méně závislými na jediném typu prostředí. To jim umožnilo efektivně čelit důsledkům klimatických změn a rostoucí sezónnosti prostředí.

#### Obrana před predátory
Raymond Arthur Dart se před polovinou 20. století domníval, že předchůdci člověka přešli ke vzpřímené dvounohé chůzi proto, aby v savaně snáze dohlédli nad vysokou trávu a dříve si všimli případných predátorů. V současnosti se však ukazuje, že první bipední hominidé nežili v otevřené savaně, ale v lesnatém prostředí.
Jiní autoři uvádějí, že k bipedii mohla vést snaha o aktivní zastrašení predátorů, protože vzpřímený hominid vypadá větší a více hrozivý. Tento dojem mohl být ještě umocněn křikem a házením kamenů nebo větví, což by ovšem také mělo smysl spíše v otevřené krajině než v lesních porostech.
V obou případech by však stačil pouze vzpřímený postoj na zadních končetinách, který běžně používají žijící lidoopi i jiní savci (např. medvědi), chůze by nebyla potřeba. Při případném útěku je navíc výhodnější (rychlejší) kvadrupedie než bipedie.

#### Termoregulace
Peter Wheeler předpokládal, že hlavním důvodem přechodu k bipedii byl sluneční žár. V prostředí východoafrické savany je výhodnější chůze po dvou než po čtyřech, protože je tak slunečním paprskům vystavena mnohem menší plocha těla. Organismus pak během největšího žáru okolo poledne přijímá až o 60% méně tepla. Ve větší výšce nad zemí je navíc lépe vystaven vzdušnému proudění, které tělo dál ochlazuje. Živočich se tak nepřehřívá, není nucen zvyšovat příjem vody a může se věnovat sběru potravy i v době, kdy čtyřnozí tvorové včetně nebezpečných šelem musí vyhledat stín. Problémem je, že v současnosti je nálezy dobře doloženo, že první dvounozí hominidé nežili v prostředí otevřené savany, ale v lesnatých porostech. Možnost využití poledního horka k získávání potravy však mohla hrát roli v mladších fázích hominizace.

#### Úspora energie
Základní myšlenkou této hypotézy je předpoklad, že bipedie hominidů je při pohybu na zemi energeticky méně náročná než kvadrupedie. Proto se mohla uplatnit v době, kdy vlivem klimatických změn došlo k ústupu hustého porostu, takže hominidé se často museli přesouvat mezi jednotlivými ostrůvky lesa, aby nalezli dostatek potravy. Problémem je, že bipední chůze je energeticky nenáročná u moderního člověka, zatímco u prvních homininů mohla být naopak mnohem náročnější. Výdej energie je také ovlivňován trénovaností i podkladem, po kterém se chodí. Existuje však jen málo studií energetické náročnosti pohybu u žijících lidoopů, takže možnosti srovnání s lidmi jsou omezené. I přes množství studií tak stále není jasné, zda byla bipedie prvních homininů ve srovnání s kvadrupedií skutečně výhodná a nebo ne. Je však třeba podotknout, že výhoda nemusela být nijak výrazná. Pokud by časní homininé chůzí strávili větší část dne, pak by i malé snížení energetické náročnosti bylo dostatečné, zatímco krátce a vzácně užívaná bipedie by i při velké úspoře k trvalému napřímení spíše nevedla.
Důležitá je v tomto ohledu otázka, proč k bipedii přešli pouze předkové člověka a nikoliv šimpanzi a gorily. Podle dvojice autorů Lynne Isbell a Truman Young byly v každé z linií přijaty různé adaptační strategie – stejně i dnes gorily při nedostatku ovoce přechází na konzumaci listů, zatímco šimpanzi se rozdělí na menší skupinky nebo i jednotlivce.

### Bipedie jako důsledek způsobu obživy

#### Masitá strava
Již Raymond Dart konstatoval, že v savaně, porostlé vysokou trávou nemuselo být napřímení výhodné pouze ke včasnému odhalení predátorů, ale i ke sledování kořisti. Valerius Geist si později povšiml, že lidské chodidlo, vybavené pružnou klenbou umožňuje velmi tichý pohyb, který člověku usnadňuje přiblížit se k lovené zvěři na velmi malou vzdálenost, aniž by byl zaregistrován.
Člověk není typický predátor, oproti šelmám je výrazně pomalejší a nemá ostré zuby. Je ale značně vytrvalý, takže někteří odborníci předpokládají, že lidští předci mohli pomalu a bez přestání následovat velká stáda býložravců a své lovecké snahy zaměřovat na slabé kusy, mláďata či mršiny. Bipední chůzi u prvních homininů mohla podporovat i potřeba nést s sebou vhodné kameny k dobytí kořisti, potřeba dopravit získanou kořist - ať už čerstvé maso nebo mršinu - na základnu, kde zůstávali staří jedinci či matky s dětmi a nebo naopak nutnost nosit s sebou vlastní mláďata, která ještě neumí chodit.
Podle dosavadního poznání však homininé až do doby asi před 1,8 miliony let maso ve větší míře nekonzumovali, takže lov nebo hledání mršin nemohly být do té doby nijak časté. Navíc občasný lov uplatňují i šimpanzi, kteří ale žádné adaptace k bipedii nemají.

#### Krmení z keřů
Kevin Hunt si při dlouhodobém studiu moderních lidoopů uvědomil, že přes 80% případů bipedního pohybu u šimpanzů je spojeno s postojem při krmení. Především se jedná o konzumaci drobných plodů z menších stromů a keřů. Ty mají často tak tenké větve, že se při pokusu o šplhání do koruny ohýbají nebo lámou. Na druhou stranu jsou ale poměrně nízké, takže na potravu lze dosáhnout i přímo ze země, pokud si jedinec stoupne na zadní. A pokud přece jen dokáže vlézt na některé silnější části, může se při česání plodů přidržovat větví nad hlavou, tedy opět ve stoje.
Tento způsob obživy mohl sehrát roli v přechodu k bipedii v době, kdy se vlivem vysušování podnebí snížila velikost i hustota stromů. Navíc, pokud byly stromy řidčeji rozmístěné, bylo patrně snazší se mezi nimi pohybovat po zemi než přeskakovat ze stromu na strom. Efektivnější pak mohlo být využít bipední chůzi, než se po snědení všech plodů spustit ze stoje zase na všechny čtyři a překonávat prostor kvadrupedně. Nesmělo se ale jednat o přesuny na příliš dlouhé vzdálenosti, protože na zemi hrozil útok většího množství šelem a dvounohá chůze zpočátku nebyla jistě nijak rychlá ani obratná.

#### Pojídači semen

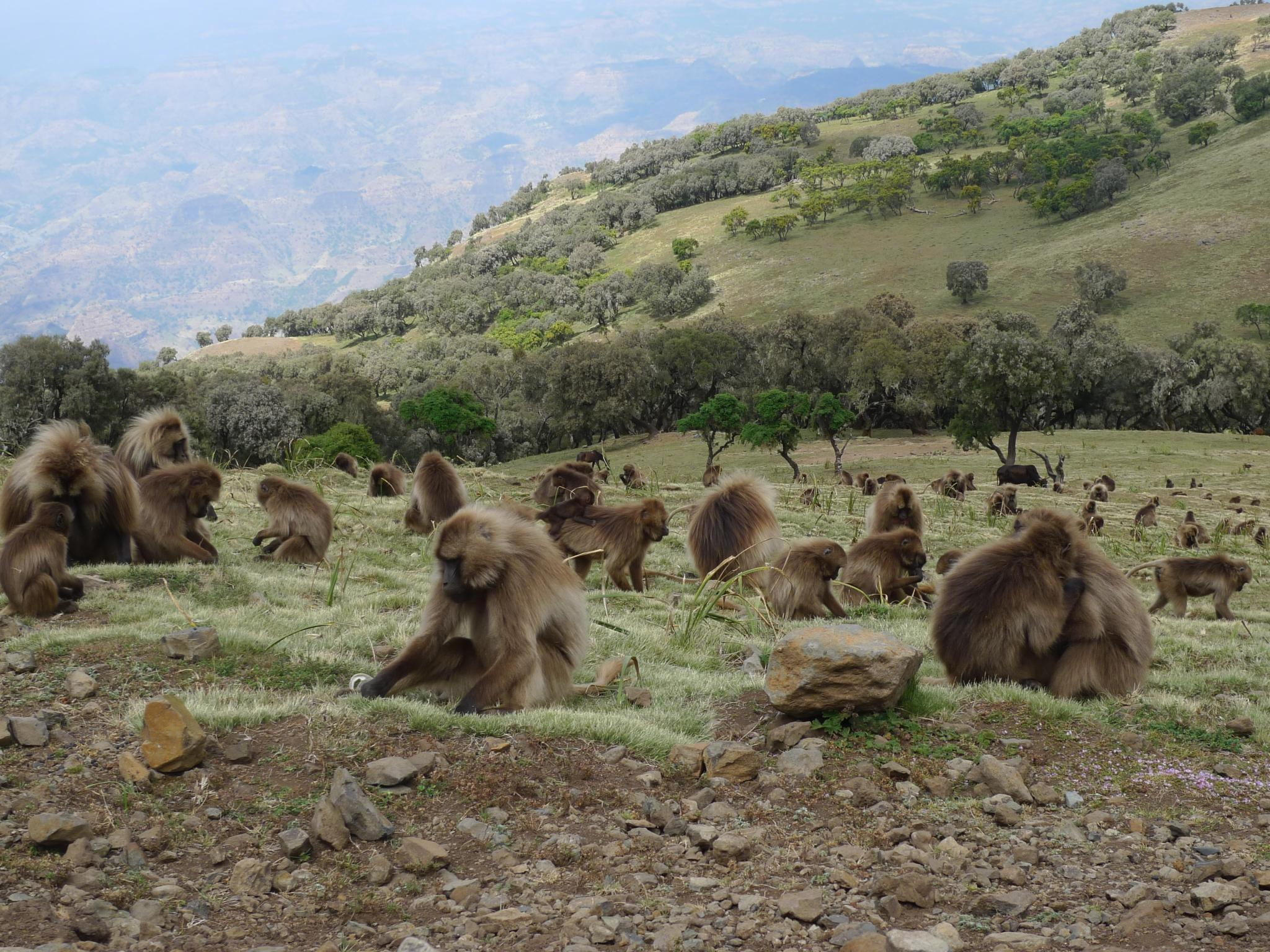
Pavián dželada

Jednu z nejpropracovanějších a nejuznávanějších teorií navrhl Clifford Jolly. Při srovnávacím studiu úzkonosých opic si povšiml zajímavých analogií homininů a paviána dželady, který se adaptoval na život v otevřeném travnatém prostředí (na rozdíl od pralesního paviána pláštíkového či mandrila). Předpokládal proto, že u dželady i australopitéků proběhly podobné evoluční mechanismy.
Jolly svými myšlenkami navázal na tehdy běžně uznávanou savanovou hypotézu. Jako mnozí jiní se domníval, že k rozdělení předků šimpanzů a lidí došlo kvůli ústupu lesa. Zatímco šimpanzi se stáhli spolu s hustými porosty, lidští předkové se přizpůsobili zdrojům, které nabízely rozsáhlejší travnaté plochy. Strava, tvořená převážně travinami a jejich drobnými semeny, byla tvrdší než lesní plody a měkké výhonky, takže si vyžádala úpravu chrupu. Došlo tak ke zmenšení řezáků a špičáků, a naopak k rozšíření stoliček a třenových zubů. Také zubní oblouk se rozšířil do parabolické křivky. To vše kvůli zvětšení skusové (drtící) plochy. K efektivními zpracování potravy také pomohl větší, svalnatější a značně pohyblivý jazyk, vyžadující větší ústní dutinu, zejména klenutější patro. Změny jazyka se navíc v mladších fázích hominizace ukázaly jako důležitá preadaptace pro vznik artikulované řeči. Semena trav se po ústupu lesa nacházela všude v dostatečném množství, takže první homininé mohli delší dobu sedět na jednom místě a soustředěně sbírat potravu. Došlo tak k napřímení trupu a změnám pánve i dolních končetin. Intenzivní používání obou rukou, především palce a ukazováku ke sběru semen zformovalo lidskou ruku a podporovalo rozvoj jemné motoriky, významné v pozdějším období pro výrobu a užívání nástrojů.
I přes nezvykle podrobné rozpracování a počáteční úspěchy se však tato teorie nakonec ukázala jako málo pravděpodobná. Kromě faktu, že savanová hypotéza dnes již není vzhledem k novým nálezům podporována, je rovněž problematický závěrečný přechod sedících pojídačů semen ke skutečné bipední chůzi. Ta ke sběru travních semen nebyla potřeba, stejně jako je tomu u dnešních paviánu dželada. Ke konečnému napřímení vedly podle Jollyho pokračující změny podnebí. Stále výraznější sezónní výkyvy omezily dostatečný přísun rostlinných zdrojů potravy, takže homininé museli chybějící část stále více nahrazovat masitou stravou a nakonec přešli k lovu, který vyžadoval aktivní pohyb po otevřených pláních. Přesný mechanismus tohoto přechodu je ale nejasný. Kromě toho teorii odporují také stopy na zubech prvních homininů, které naznačují pokračující konzumaci ovoce a plodů spíše než travních semen.
Velmi podobnou teorii, která však více odpovídá nálezům prvních bipedních homininů v lesním prostředí, publikoval Jonathan Kingdon. Podle něj se v lesních porostech nejhojnější zdroje potravy nacházely na zemi, kam padalo množství dozrálých plodů. Proto předci lidí sestoupili z korun stromů na zem a přešli ke konzumaci spadaných plodů v podřepu. Stejně jako u pojídačů semen u nich mohlo dojít k přestavbě trupu, pánve i končetin. Rovněž došlo k úpravám rukou, které se uplatnily především ve sběru potravy, nikoliv v lokomoci. Není však příliš jasné, proč by homininé přecházeli ke sběru plodů na zemi, pokud jich po miliony let získávali dostatek na stromech, kde je navíc neohrožovalo takové množství predátorů. Nejasné také zůstává, proč a jak došlo ke konečnému napřímení.

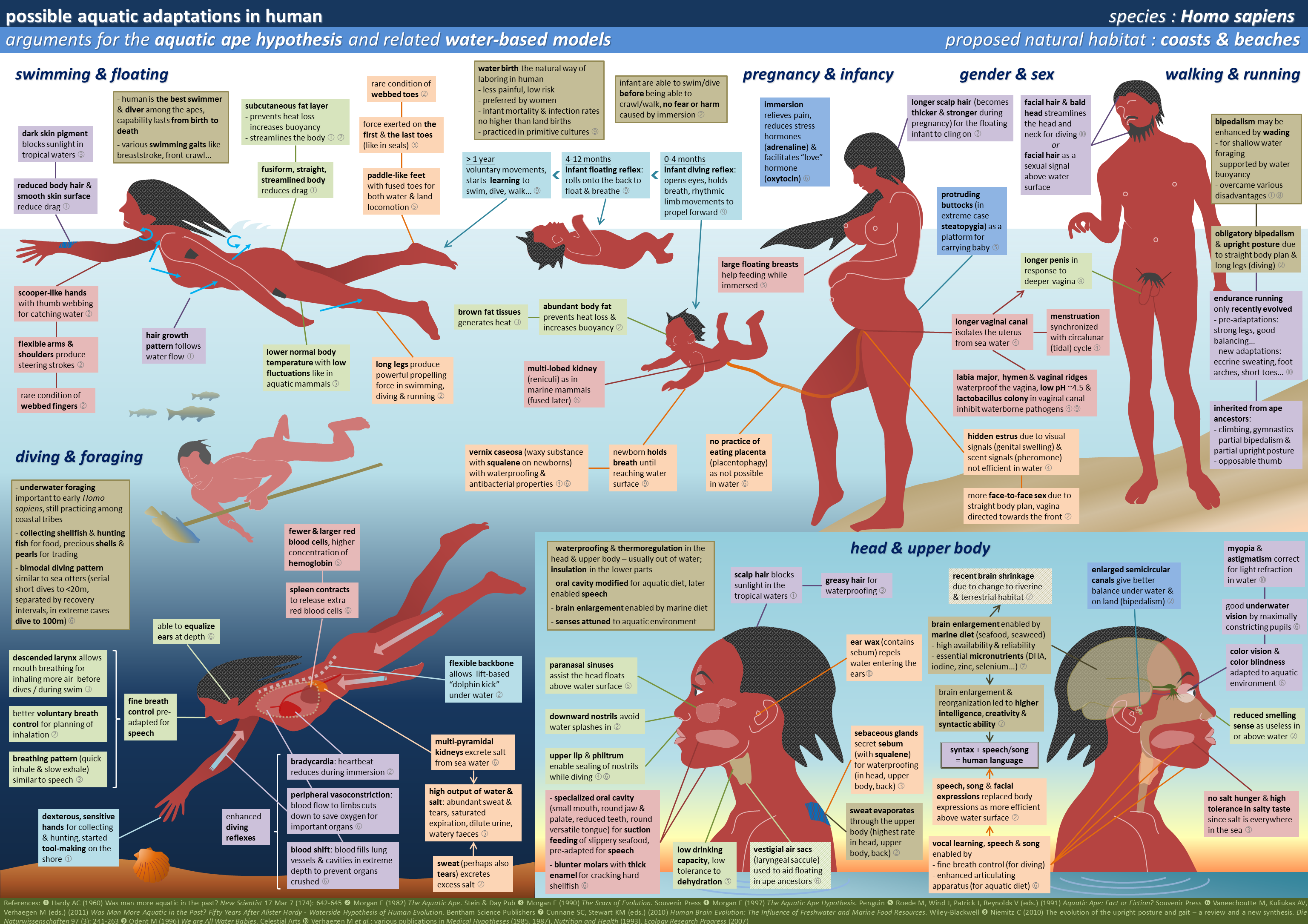
Aspekty, které mohly být ovlivněny pobytem ve vodě

#### Vodní lidoopi
Kontroverzní teorii vodní opice krátce publikoval Sir Alister Hardy v roce 1960 (v novější době ji prosazuje především Elain Morganová). Podle původního předpokladu mohla k přesunu do vody vést příliš velká potravní konkurence na souši. Část tehdy žijících hominidů tak začala využívat mělké pobřežní vody, kde jako zdroj potravy sloužily ryby i bezobratlí. V teplém tropickém podnebí nebyl problém pobývat ve vodě delší dobu, takže se postupně vyvinuly četné adaptace, které umožnily hominidům pohybovat se dál od břehu, potápět se za potravou na dně a chytat ryby. Na břeh se přitom předkové lidí mohli vracet ke spánku a zřejmě zde trávili i poměrně velké množství času. Ve vodě bylo jednodušší zůstávat v klidu ve svislé poloze, čímž se usnadnilo nejen dýchání, ale také krmení. Tak došlo k přestavbám kostry, které na souši umožnily bipední chůzi.
Dlouhodobým pobytem ve vodě se vysvětluje nejen bipední chůze, ale i ztráta ochlupení, větší množství podkožního tuku, schopnost zadržet dech a další specifické lidské znaky. Ty však lze vysvětlit i jinými mechanismy, mimo jiné adaptací k vytrvalostnímu běhu, která proběhla v mladších fázích hominizace. Myšlence se tedy ve vědecké komunitě nedostalo příliš velké pozornosti a většina paleoantropologů i v současnosti takové představy odmítá.

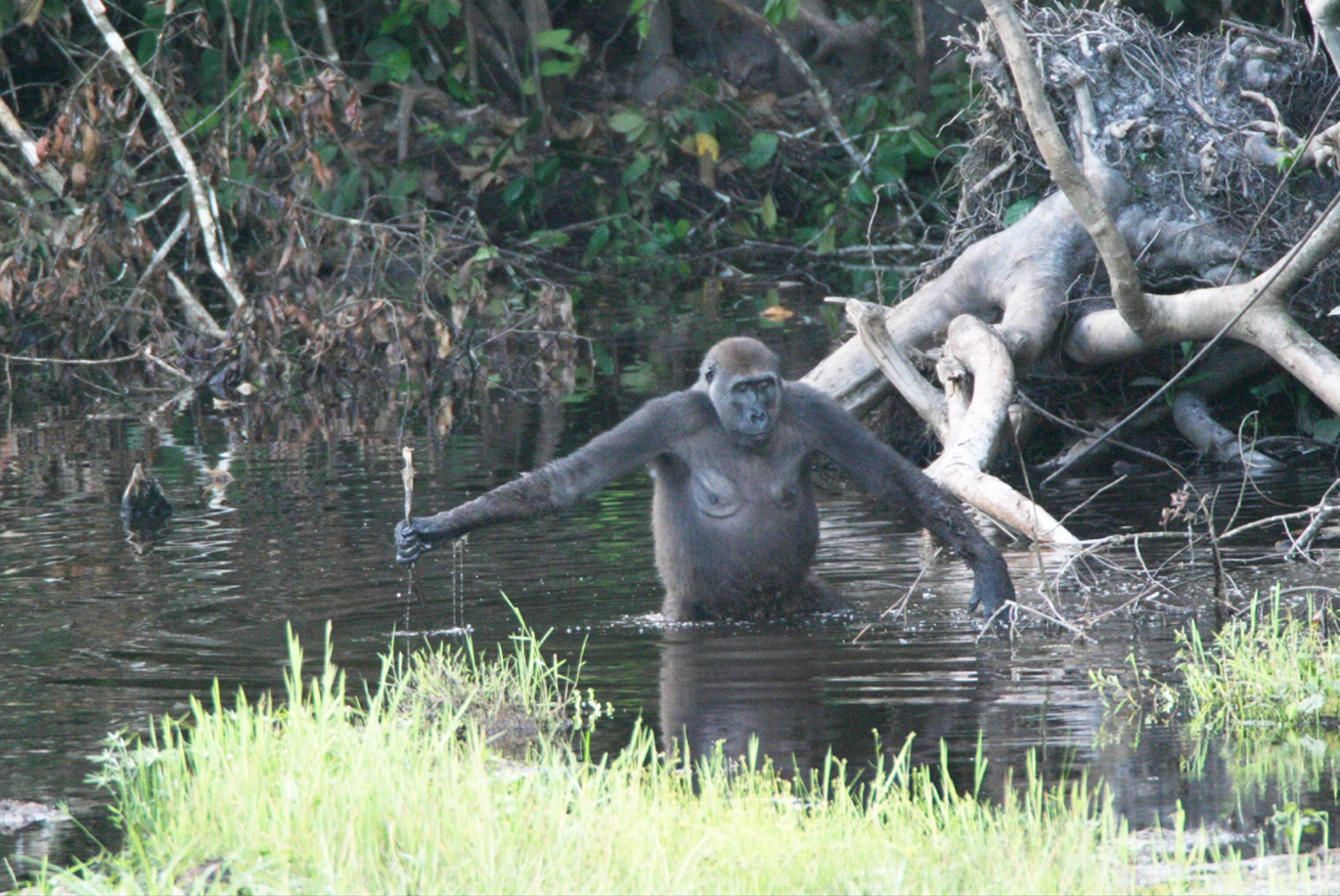
Gorila, brodící se přes řeku, pomocí tyče zjišťuje hloubku vody

#### Brodiví lidoopi
Méně kontroverzní je teorie Carstena Niemitze, která počítá s pohybem lidských předků ve vodě, ovšem jen v mokřinách, pobřežních mělčinách nebo v periodicky zaplavovaných územích. Zde mohli homininé nacházet množství kvalitní potravy, a to i v období sucha, kdy jiné zdroje zmizely. Byly tu navíc k dispozici nejen rostliny, ale i doplňková, ovšem výživná živočišná potrava (ryby, měkkýši i jiní bezobratlí).
Při brodění za potravou se časní homininé mohli zvedat na zadní, jako to dělají i současní lidoopi. Ponořené části těla ale byly vodou nadnášeny, takže se snížilo nefyziologické zatížení pánve a dolních končetin a dvojnohá chůze byla snazší. Pro pohyb ve vodě jsou přitom v mnoha ohledech výhodnější delší zadní nohy, které tak mohly být přírodním výběrem prodlouženy, takže se již nehodily pro kvadrupední pohyb. Homininé se poté začali pohybovat bipedně i na souši.
Jako další argumenty podporující tuto teorii autor uvádí: menší množství predátorů ve vodním prostředí, spojitost lidských parazitů s vodou (k jejich komplexnímu vývoji byl třeba intenzivní styk s vodou), zvýšená termoizolace dolní části těla nebo obecně tíhnutí člověka k vodě, vodnímu prostředí.

### Bipedie jako důsledek chování a společenských změn

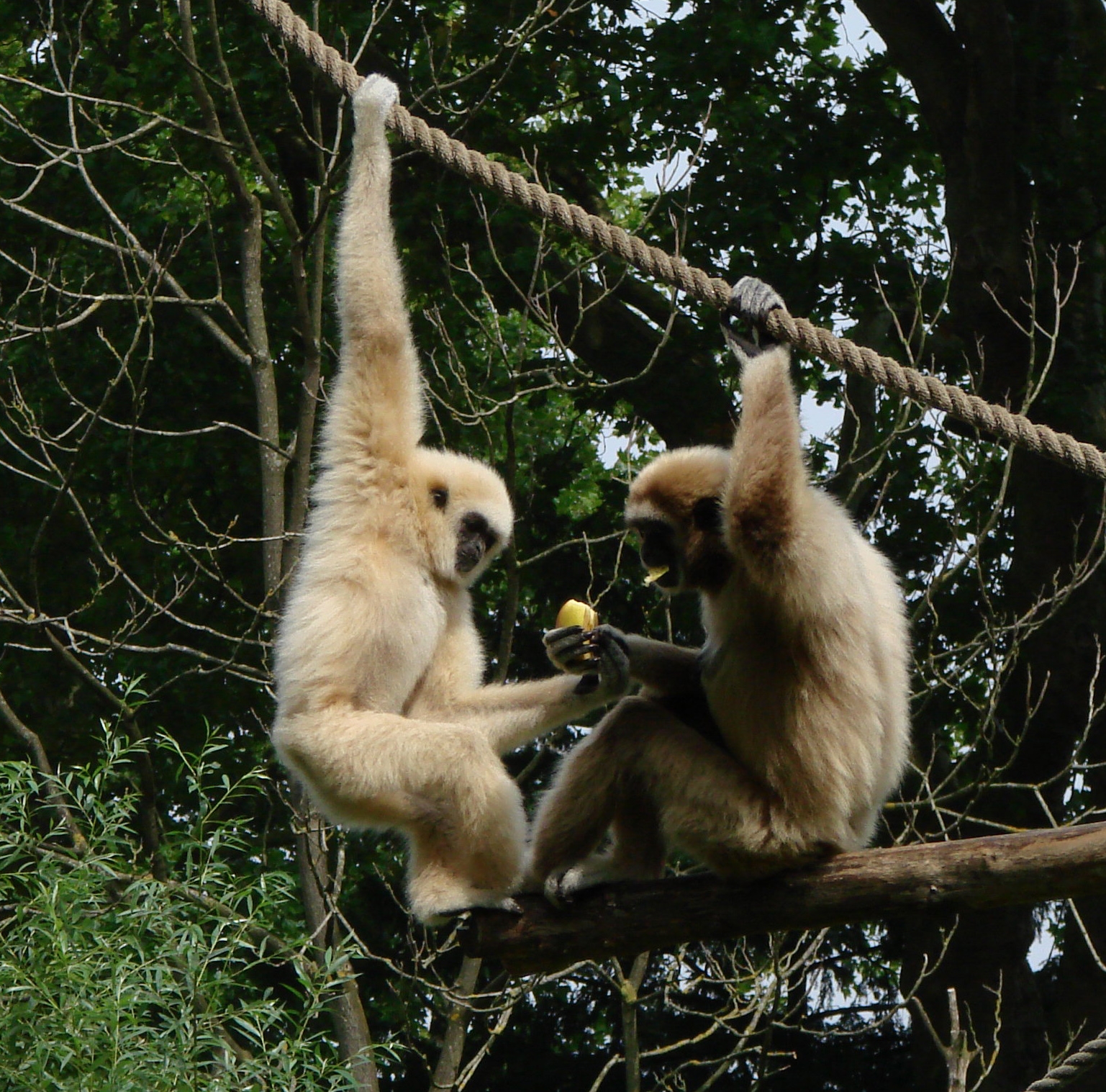
Giboni

#### Pečující samci
K často uváděným teoriím patří úvahy o větším zapojení samců do rodinného života, jejichž autorem je Claude Owen Lovejoy. Jedná se o návrh, které vzbudil velkou pozornost, ale zároveň i rozsáhlou kritiku. Jádrem této teorie je prodlužující se březost a ontogeneze hominidů. Ty spolu s rozením jediného potomka a delší dobou, po kterou je mládě plně závislé na matce, znevýhodňovaly hominidy vůči opicím, obývajícím podobné prostředí a využívajícím stejné zdroje potravy. Kvůli klimatickým změnám navíc došlo k rozptýlení potravních zdrojů, takže nebylo možné živit se celý den na jednom místě. U prvních homininů se ale podle C. O. Lovejoye do péče o potomky více zapojil i samec, čímž se zvýšila šance na jejich přežití. Vznikly tak monogamní páry, v nichž samec sháněl potravu a donášel ji samici a mláďatům (pro překonávání delších vzdáleností i k nošení jídla přitom byla výhodnější bipedie). Samice se díky takové péči mohla lépe postarat o mláďata, chránit je před predátory a případně pečovat o více mláďat naráz, takže mohla rodit v kratších intervalech.
Tato teorie elegantně spojuje několik zvláštních faktorů lidského vývoje (bipedie, tendence k monogamii a vyšší závislost mláďat na rodičích, ztráta velkých špičáků, sloužících u moderních lidoopů k bojím o samice). Zároveň však spoléhá na existenci monogamních párů, přestože časní homininé se vyznačují silným pohlavním dimorfismem, který je typický spíše pro polygamní život. Většina odborníků v současnosti párové svazky u časných homininů nepředpokládá. Teorii komplikuje i fakt, že samec, který shání potravu nemůže současně bránit samici, aby se pářila s jinými samci.
Sue Taylor Parker proto navrhla mírně odlišnou teorii - spočívá v tom, že samci nesháněli potravu k zaopatření rodiny, ale pouze jako formu „svatebního daru“. Tato varianta je méně kontroverzní, protože nestojí na monogamních svazcích a může fungovat i ve větších skupinách, jaké známe u současných hominidů. Takové chování a dary ale nakonec mohly v pozdějších fázích vývoje vést k Lovejoyově variantě párových rodin. Problémem je, že k přinášení darů neexistují u současných primátů žádné analogie.

#### Vnitrodruhová agrese
Někteří odborníci se domnívají, že vznik bipedie podnítila vyšší agresivita lidských předků. Frank Livingston si povšiml, že hominidé (ale i medvědi nebo koně) používají vůči svým protivníkům specifický výhružný postoj na zadních končetinách. Gorily se kromě vzpřímení na zadní končetiny i buší do hrudi a stejně tak časní hominidé mohli dvounohý postoj nebo chůzi doplnit i pohyby rukou, házením kamenů nebo větví a křikem. Nina Jablonski a George Chaplin později navrhli, že takové zastrašování soupeřů mohlo získat na významu během miocénu a pliocénu, kdy vlivem klimatických změn došlo k omezení a rozptýlení potravních zdrojů. Kvůli nedostatku potravy vzrostla konkurence mezi jednotlivci i celými skupinami hominidů, takže ti, kteří dokázali své protivníky odehnat, získali větší prostor k obživě a snáze přežili. Své dispozice pro bipedii pak mohli lépe předat dalším generacím. Předci šimpanzů a goril se na rozdíl od lidských předků mohli stáhnout spolu s ustupujícími lesy. Zůstali tak v prostředí s relativním dostatkem potravy, o kterou nemuseli intenzivně soupeřit, a proto k bipedii nepřešli.
Podle autorů této teorie má svůj význam i fakt, že při používání výhrůžek nemuselo dojít k vlastnímu fyzickému konfliktu. Ten, kdo zastrašování používal se tak nevystavoval riziku, že bude v boji zraněn nebo dokonce zabit. Naopak David Carrier se domnívá, že za lidskou bipedií jsou právě samotné souboje pomocí pěstí. Vede jej k tomu nejenom dlouhý lidský palec, který při sevření pěsti chrání ostatní prsty před zraněním, ale i fakt, že dvounohý postoj oproti čtyřnohému výrazně zvyšuje sílu úderu.
Odpůrci hypotézy namítají, že vzpřímený jedinec sice vypadá větší a hrozivější, nicméně k zastrašení soka může dojít pouze v tom případě, kdy je stoj na zadních vzácný a překvapivý. To znamená, že v případě běžně užívané bipední chůze ztrácí na efektu. Navíc k výhrůžkám není třeba uplatňovat dlouhodobou chůzi, stačí se vztyčit a nebo udělat několik kroků, což bez problémů zvládají i jinak kvadrupední hominidé.

#### Móda
Richard Dawkins si stejně jako mnozí jiní badatelé povšiml, že lidoopi se při nejrůznějších činnostech běžně staví na zadní. Předpokládá proto, že bipedie vznikla více méně náhodou, když některý z našich předků začal vzpřímené nejen stát, ale i chodit. Ostatní jedince to zřejmě zaujalo a protože hominidé rádi své okolí napodobují, začali se o chůzi po dvou pokoušet i oni. Také samicím se mohl vzpřímený postoj zdát atraktivní, a proto mohly dávat přednost samcům, kteří jej ovládali. Tak se dispozice pro bipedii předávaly dál prostřednictvím jejich potomků. Podle této teorie tedy bipedie nebyla životní nutností, ale spíše módou. Až později se ukázala pozitiva tohoto způsobu pohybu (uvolnění rukou k různým činnostem, větší rozhled, aj.), které mohly používání bipedie upevnit a lidské předky dále nutit k jejímu vylepšení.
Tuto teorii však prakticky nelze ověřit a problémem je i fakt, že používá vzorce chování současných lidí.

#### Prezentace samců
Podle Nancy Tanner začali vzpřímenou chůzi používat samci, aby lépe zviditelnili své genitálie. Mohli tak s větším úspěchem zaujmout samice a mít více potomků než samci, kteří po dvou chodit neuměli. Problémem této hypotézy je fakt, že k prezentaci samců stačí pouze krátkodobé vzpřímení a chůze není potřeba. Zviditelnění samčích genitálií navíc může být důsledkem, nikoliv příčinou bipedie.

### Ostatní teorie

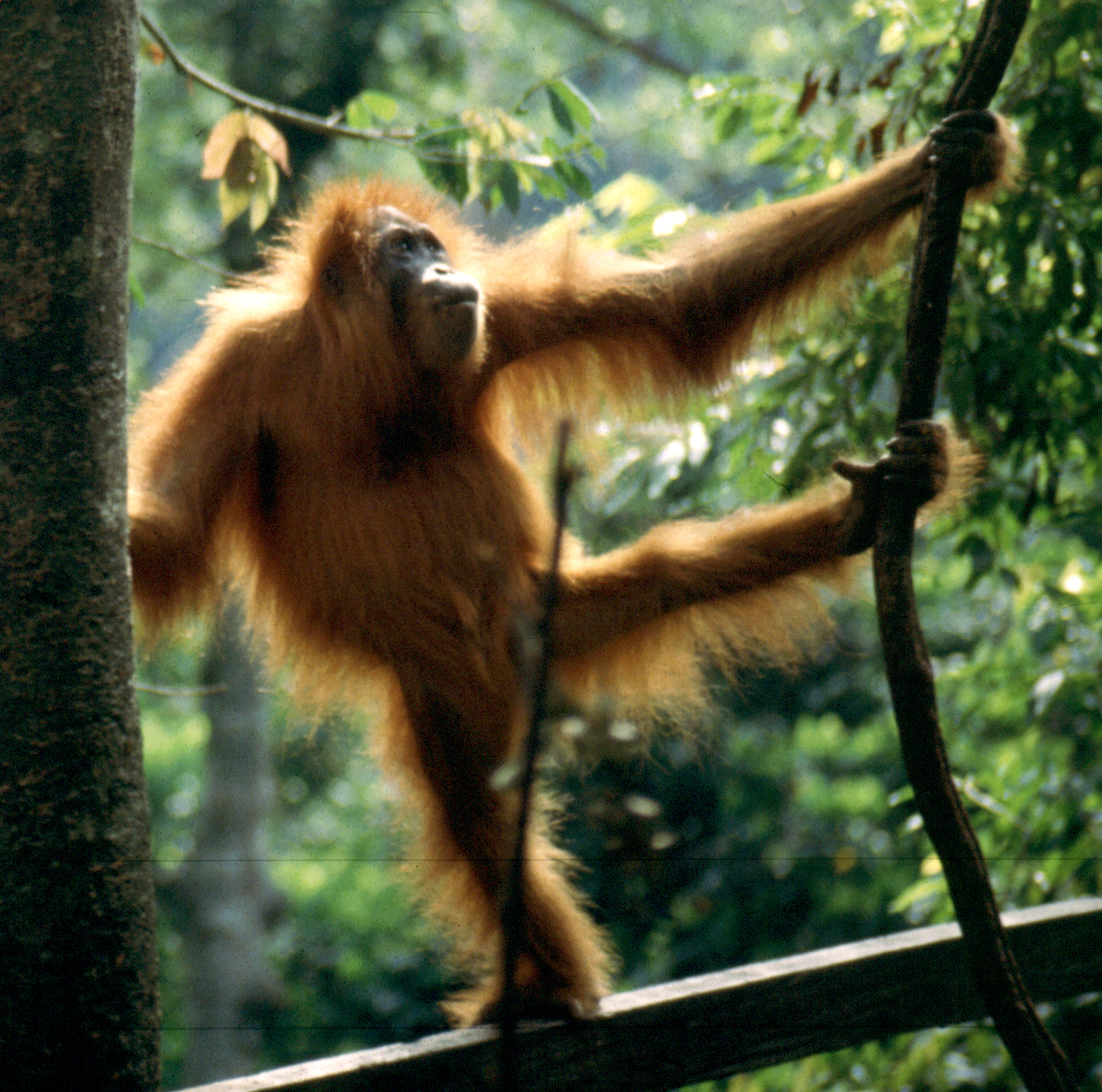
Orangutan

#### Stromová bipedie
Podle této teorie vychází lidská bipedie z brachiace v korunách stromů. Z ní se vyvíjela přes stádium, kdy si lidští předci dvounohou chůzi ulehčovali závěsem na rukou, podobně, jako je to možné vidět i u současných orangutanů.
Poprvé tuto teorii navrhl Arthur Keith již v roce 1923, kdy předpokládal vývoj z předků, podobných dnešním gibonům. V novější době Susannah Thorpe uvažuje na základě studia orangutanů, že bipedie ve větvích s pomocí rukou mohla lidským předkům usnadnit přístup až na konce větví, kde byl dostatek vyzrálých plodů. Běžného čtyřnohého tvora o velikosti orangutana nebo člověka by přitom tyto tenké větve již neunesly.
Tato hypotéza odpovídá výskytu prvních známých bipedních homininů v zalesněném prostředí. Zatím žádný ze známých lidských předků však nevykazuje adaptace k brachiaci. Dlouhé zahnuté články prstů sice ukazují, že časní homininé ještě poměrně hojně využívali stromů (ke spánku a hledání potravy i jako úkryt před dravci), nejednalo se však o vysoce specializované, plně stromové živočichy, jako je tomu u dnešních orangutanů.
Další, méně podporované až kuriózní teorie předpokládají vznik bipedie například v důsledku genetické mutace a nebo nedostatku jódu, který způsobil špatný růst předních končetin, takže přestaly být používány k pohybu.

## Mechanika bipedie
Inženýři, kteří bipedii studují v souvislosti s konstrukcí robotů, ji popisují jako stále přerušované padání. Člověku není třeba „podtrhnout nohy“, ale stačí překážka, která zabrání pohybu nohy dopředu, a člověk upadne nebo aspoň klopýtne. Známý patelární reflex, který neurolog zkouší klepnutím pod kolenem, ukazuje, že vykopnutí lýtka není řízeno centrálně, ale slouží k zabránění pádu při bipedii.
Stání vyžaduje neustálé udržování rovnováhy. Chůze je složitější: tělo se lehce vykloní z rovnovážné polohy kupředu a do strany, odlehčená noha se ohne v koleni a vysune dopředu, aby zabránila pádu. Při chůzi tedy člověk využívá k pohybu i gravitace, a protože se nohy také střídají, může být méně únavná než dlouhé stání. Běh je nezbytně souvislý proces padání, který se nedá zastavit a musí nejprve přejít v chůzi.

## Dvounohý robot
Běžný robot se pohybuje na kolech nebo pásech a bipedie je mechanicky velmi náročná, zejména na koordinaci a řízení pohybů. Přesto se dvounozí roboti konstruují jednak proto, že jsou působiví, jednak se na nich studuje lidská bipedie pro lékařské i sportovní účely.